# تیم ملی فوتبال زنان فنلاند
تیم ملی فوتبال زنان فنلاند نمایندهٔ زنان کشور فنلاند در ردهٔ ملی است. این تیم تحت نظارت اتحادیه فوتبال فنلاند قرار دارد. این تیم در کارنامهٔ خود به نیمه نهایی مسابقات فوتبال زنان اروپا ۲۰۰۵ راه یافت. کشور فنلاند میزبانی مسابقات فوتبال زنان اروپا ۲۰۰۹ را برگزار کرد. تیم زنان فنلاند در حال حاضر دارای چندین بازیکن سطح اول جهانی است که از جمله آنها می‌توان به لارا اوستربرگ کالماری، سالا والکانن و آنه ماکینن اشاره داشت.